# Santa Monica West Coaster
Santa Monica West Coaster in Pacific Park (Santa Monica, Kalifornien, USA) ist eine Stahlachterbahn des Herstellers D. H. Morgan, die am 25. Mai 1996 eröffnet wurde.
Die 396,2 m lange Strecke erreicht eine Höhe von 16,8 m und verfügt über zwei 540°-Helices.

## Wagen
Santa Monica West Coaster besitzt einen einzelnen Zug mit fünf Wagen. In jedem Wagen können sechs Personen (drei Reihen à zwei Personen) Platz nehmen.